# Масчан, Алексей Александрович
Алексей Александрович Масчан (род. 26 июля 1962 года) — российский учёный-гематолог, заведующий отделением детской гематологии/онкологии   НМИЦ ДГОИ имени Дмитрия Рогачева, член-корреспондент РАН (2016).

## Общественная позиция
В феврале 2022 года подписал открытое письмо российских учёных и научных журналистов с осуждением вторжения России на Украину и призывом вывести российские войска с украинской территории.

## Награды
- Медаль ордена «За заслуги перед Отечеством» II степени (1996)[2]